# حنان أوحدو
حنان أوحدو (مواليد 1 يناير 1982) عداءة مغربية متخصصة في سباق 3000 متر موانع. حصلت على المركز الخامس في بطولة أفريقيا لألعاب القوى 2006 والمركز التاسع في بطولة العالم لألعاب القوى 2007.
تم إيقافها بين عامي 2012 و2014 بسبب تعاطي المنشطات. في عام 2016، مُنعت من المنافسة مرة أخرى لمدة ثماني سنوات لرفضها الخضوع للاختبار. من المقرر أن ينتهي الحظر في 10 مايو 2024.
أفضل وقت شخصي لها هو 9:25.51 دقيقة، حقّقتهُ في يوليو 2007 في أوسدان-زولده ببلجيكا.

## روابط خارجية
- حنان أوحدو على موقع الاتحاد الدولي لألعاب القوى (الإنجليزية)
- حنان أوحدو على موقع الدوري الماسي (الإنجليزية)
- حنان أوحدو على موقع اللجنة الأولمبية الدولية (الإنجليزية)
- حنان أوحدو على موقع أوليمبيديا (الإنجليزية)